# Stegna PKS
Stegna PKS – wąskotorowy przystanek osobowy Żuławskiej Kolei Dojazdowej znajdujący się we wsi Stegna w gminie Stegna, w powiecie nowodworskim, w województwie pomorskim. Położony jest na linii kolejowej ze Stegny Gdańskiej do Piasków. Odcinek do Sztutowa został otwarty w 1905 roku.